# David Amoo
David Oluwaseun Segun Amoo (* 13. April 1991 in Southwark, London) ist ein englisch-nigerianischer Fußballspieler auf der Position eines Stürmers und Flügelspielers. Seit dem 13. April 2024 ist er auf Leihbasis bei Welling United in der National League South unter Vertrag.
Eine Stärke Amoos ist vor allem seine Schnelligkeit und Wendigkeit. So nahm er im Jugendalter bei den englischen Schul-Leichtathletik-Meisterschaften (English Schools National Track and Field Championships) als Sprinter teil. Seine persönliche Bestleistung für 100 Meter liegt Berichten zufolge bei gerade einmal 10,5 Sekunden.

## Karriere

### Karrierebeginn beim FC Millwall
Seine aktive Karriere bei einem namhaften Fußballklub begann Amoo im Jahre 2003, als er in der Nachwuchsabteilung des FC Millwall aufgenommen wurde. Nachdem er auch beim Londoner Klub auf Offensivpositionen ausgebildet worden war und in seiner letzten Saison bei Millwall in 20 absolvierten Jugendligapartien neun Treffer erzielt hatte, schaffte er im Sommer 2007 den Sprung in die Jugend des FC Liverpool. Über die Ablösesumme bzw. die Ausbildungsentschädigung wurde Stillschweigen vereinbart. In einem Interview meinte der damalige Millwall-Trainer Willie Donachie, dass Amoo ein großartiges Talent ist und dass er mit Sicherheit den Sprung in den Profikader des FC Millwall geschafft hätte, sofern er beim Klub geblieben wäre. Nachdem er sich durch einige Jugendspielklassen gespielt hatte und an der Akademie als ein offensiv sehr starker Spieler abgezeichnet hatte, schaffte er im Jahre 2009 erstmals den Sprung in den Profikader des FC Liverpool. Zuvor schaffte er allerdings noch mit der U-18-Akademiemannschaft des FC Liverpool den Einzug ins Finale des FA Youth Cups 2009; in der gesamten Meisterschaft erzielte Amoo für die Mannschaft in dieser Saison zwölf Tore.

### Profidebüt beim FC Liverpool und Leihe zu den MK Dons, Hull und Bury
Bereits im September 2009 wurde Amoo von Rafael Benítez in den Profikader des FC Liverpool berufen, der an der Champions-League-Saison 2009/10 teilnahm. Infolgedessen, dass Amoo zu dieser Zeit noch nicht die Möglichkeit hatte sich für die Profimannschaft zu beweisen, geschweige denn sich gegen den argentinischen Nationalspieler und auf der Position am rechten Flügel konkurrierenden Maxi Rodríguez durchzusetzen, folgte Amoos Profidebüt erst im darauffolgenden Jahr 2010. In diesem Jahr unterzeichnete er auch einen neuen und auf zwei weitere Jahre datierten Profivertrag beim FC Liverpool, der ihn bis 2012 binden wollte. Sein Profidebüt gab der in Southwark, einem kleinen Stadtteil von London, geborene Amoo schließlich am 29. August 2010 in der 3. Qualifikationsrunde zur Europa League 2010/11 gegen den mazedonischen Klub Rabotnički Skopje, nachdem er am Tag zuvor zum wiederholten Male in den Profikader geholt wurde. Im Spiel war er von Beginn an im Einsatz und wurde nach guten Leistungen in Minute 83 durch Nathan Eccleston ersetzt. Danach verbrachte Amoo den größten Teil seiner Zeit im Reserveteam des Vereins, bei dem als einer der Stammspieler regelmäßig zu seinen Einsätzen kommt.
Am 25. Januar 2011 wurde ein leihweiser Wechsel Amoos zu den Milton Keynes Dons mit Spielbetrieb in der Football League One, der dritthöchsten Spielklasse im englischen Fußball bekanntgegeben; sein dortiger Leihvertrag läuft bis 23. Februar 2011. Sein Debüt bei den MK Dons und somit auch sein Profiligadebüt gab der wendige Offensivakteur schließlich noch am gleichen beim 2:2-Auswärtsremis der Dons gegen Leyton Orient, als er in der 65. Spielminute für Lewis Guy auf den Rasen kam.
Am 28. Februar 2011 wurde an Hull City bis zum Ende der Saison verliehen. Sein Debüt gab er im Ligaspiel gegen Nottingham Forest. Am 25. April 2011 erzielte er sein erstes Tor.
Im September 2011 wurde Amoo bis zum Jahresende an den FC Bury verliehen. In der Winterpause wurde das Leihgeschäft bis zum Saisonende am 30. Juni 2012 verlängert.

## Erfolge
- 1 × FA Youth Cupfinalist: 2009